# Hereroa joubertii
Hereroa joubertii är en isörtsväxtart som beskrevs av L. Bol. Hereroa joubertii ingår i släktet Hereroa och familjen isörtsväxter. Inga underarter finns listade i Catalogue of Life.